# São Paio de Vizela
São Paio de Vizela is een plaats (freguesia) in de Portugese gemeente Vizela en telt 1394 inwoners (2001).